# Newton Booth
Newton Booth (ur. 30 grudnia 1825 w Salem, zm. 14 lipca 1892 w Sacramento) – amerykański polityk, członek Partii Republikańskiej, potem Partii Antymonopolowej, a następnie Partii Zwolenników Papierowego Pieniądza.

## Działalność polityczna
W 1863 zasiadał w stanowym Senacie Kalifornii. W okresie od 8 grudnia 1871 do rezygnacji  27 lutego 1875 był 11. gubernatorem Kalifornii, a od 4 marca 1875 do 3 marca 1881 był senatorem Stanów Zjednoczonych z Kalifornii (1. Klasa).